# Pravo
Pravo je mnoštvo pravil, ki urejajo najpomembnejše odnose v določeni družbi. 
Pravila so dolžni spoštovati vsi, ki so na območju njihove veljave, tj. teritoriju države. Šteje se, da naslovljenci pravna pravila poznajo (nepoznavanje prava škodi), to pa se zagotavlja s predhodno objavo pravil v uradnem glasilu države, npr. v Uradnem listu. Učinkovitost pravil zagotavljata država in lokalna skupnost s svojimi institucijami: sodišči, policijo, tožilstvom, upravnimi organi, izvršilnimi organi. Tako država posameznikom prepove reševanje sporov z nasiljem (zakon močnejšega) in jo pridrži sebi (državna represija), v zameno pa posameznikom ponudi reševanje sporov v pravnem postopku. 
Pravna pravila v demokratičnih družbah oblikuje ljudstvo, in sicer preko predstavniškega telesa (parlament). Temeljna pravila so osnovana v ustavi, splošna v zakonih, podrobnosti pa v podzakonskih aktih. Posamezniku določajo, kaj je prepovedano, nadaljnja pravila pa v okviru tega oblikuje sam oz. v soglasju s sopogodbeniki (civilno pravo). Država nasprotno sme početi le tisto, kar ji je izrecno zapovedano (javno pravo). V demokratičnosti je temeljni element prava - omejevanje samovoljne vladarjeve oblasti.
Pravna pravila so hierarhično organizirana: nižje pravilo mora biti vsebinsko in postopkovno usklajeno z višjim. Se pravi, zakon mora biti v skladu z ustavo, pogodba pa z Obligacijskim zakonikom. Skladnost zakonov in podzakonskih aktov z ustavnimi določbami presoja Ustavno sodišče.
Ob boku tega so pravna pravila široko organizirana po panogah; tj. področjih življenja, ki jih urejajo. 

## Pravniki
Pravnik je oseba, ki se poklicno (profesionalno) ukvarja s pravom. V glavnem pade pod eno naslednjih kategorij:
Pravniki v pravosodju:
- sodnik - sodi na sodišču;
- tožilec - zastopa državo v kazenskem pregonu osumljencev pred sodiščem;
- odvetnik - zastopa stranke v postopkih pred sodiščem in  drugimi državnimi organi ter svetuje strankam pri pravnih poslih v pravnem prometu;
- notar - je oseba javnega zaupanja, ki opravlja posle, z zakonom poverjene notariatu: overitve podpisov in listin, neposredno izvršljivost pogodb in podobno;
- državni pravobranilec - zastopa državo v pravdnih postopkih ter zastopa javni interes v upravnih postopkih.

Pravniki izven pravosodja:
- korporacijski pravnik ali gospodarski pravni svetovalec - dela v posameznem podjetju in skrbi za pravne akte podjetja, praviloma na področju pogodbenega prava in delovnega prava;
- javni uslužbenec - pravnik - je oseba, ki pripravlja predloge predpisov in vodi upravne postopke;
- sindikalni pravnik - je oseba ki svetuje sindikatu in njegovim članom na področju delovnega prava, če ima opravljen pravniški državni izpit, lahko člane sindikata zastopa pred sodiščem.

Pravniki v pravosodju potrebujejo za poklic opravljen pravniški državni izpit, ki ga lahko opravijo po pripravništvu. Sodniki so na položaj izvoljeni v Državnem zboru RS na predlog Sodnega sveta, s čimer jim je podeljen tudi dosmrtni mandat. Odvetniki to postanejo z vpisom v imenik odvetnikov pri Odvetniški zbornici. Notarje imenuje minister za pravosodje in se združujejo v Notarsko zbornico.
Notarji in odvetniki imajo obvezno članstvo v svoji zbornici.

## Temeljna načela pravnega sistema
Pravo vsekakor ni samo v sebi namen. V družbo vnaša red, s tem da normiranje dopustnega in nedopustnega s kar vseh prenese na demokratično izvoljeno predstavniško telo (parlament). Nadaljnjo monopolizira pravico do uporabe sile državnim organom, tj.kaznovanja nedopustnega, in to vse po ustreznem postopku (due process).
Učinkovitost pravne ureditve - se pravi, kako hitro, kako pravilno in kako pravično gladi spore v praksi, je druga stvar, in kaže na legitimnost pravne ureditve ter zaupanje državljanov v pravo in njene institucije, zlasti sodišča, policijo, vlado in parlament.
Pravičnost je težko oprimeljiva kategorija. Ljudje imamo svoje lastne, parcialne interese in gledanja, kaj je pravično. Kraja gotovo ni - ali pač? Interes večine, tj. javni interes je tisto, kar prevlada v demokraciji. Ene države so bolj liberarno usmerjene, druge bolj socialno - tak je tudi njihov pravni sistem. Eno pa je gotovo - določeni minimalni standardi pravičnosti (v zahodnem besednjaku: demokratičnosti) so skupni oz. naj bi bili skupni vsem deželam in pravnim ureditvam:
- spoštovanje človekovih pravic - temeljnih pravic, brez katerih ne gre;
- pravna enakost - enako obravnavanje posameznikov, ki so v bistvenih značilnostih enaki
- pravna predvidljivost (pravna varnost) - sigurnost, da bo pravilno, dospustno ravnanje tudi v prihodnosti tako in tako, in da se ne bo arbitrarno spreminjalo. Ima veliko upraviti z učinkovitostjo prava - tj. zaupanjem, da bodo sodišča in izvršilni organi hitro obravnavali zadevo;
- načelo zakonitosti in vladavine prava - da bo država (in predvsem država) sama spoštovala pravo in dosledno počela samo tisto, kar ji je zapovedano;

Znani so tudi pod imenom naravno pravo.

## Delitev prava na panoge
Pravo se v samem temelju deli na zasebno pravo in javno pravo.
Zasebnemu rečemu tudi civilno pravo ali pravo državljanov. Njegova značilnost je, da ga s svojimi dogovori prosto oblikujejo stranke (v mejah zakona). Civilno pravo se deli na:
- obligacijsko pravo - pravo obveznosti (pogodbe, odškodninske obveznosti, ..);
- stvarno pravo - pravo pravic na stvari (zlasti lastninske pravice);
- dedno pravo - pravo prehoda lastnine umrlega na dediče;
- družinsko pravo - pravo osebnih stanj (zakonska zveza, zunanjzakonska skupnost, družina);
- delovno pravo - pravo zaposlitvenih razmerij (delavci in delodajalci).

Javno pravo se ukvarja z javnim interesom državljanov in se deli po področjih dela:
- ustavno pravo - pravo človekovih pravic, organizacije državne oblasti in temeljnih ekonomsko-socialnih razmerij, lokalna samouprava
- upravno pravo - pravo organizacije in delovanja državne uprave (glej zlasti upravni postopek), pravo javnih financ (davčna pravila in proračunska poraba)
- kazensko pravo - pravo kaznovanja storilcev kaznivih dejanj (in drugih kaznivih ravnanj), določa kaznivo dejanje in sankcijo zanj, ter postopek ugotavljanja storilstva
- gospodarsko pravo - statusno pravo gospodarskih družb, zadrug, pravo finančnega poslovanja, pravo intelektualne lastnine ter nenazadnje stečajno pravo
- pravo socialne varnosti - zdravstveno in pokojninsko zavarovanje, otroški dodatek, socialne pomoči in drugi socialni transferji, ...
- mednarodno pravo - pravo odnosov med suverenimi državami in pravo mednarodnih organizacij (Organizacija združenih narodov) med drugim tudi pravo Evropske skupnosti, vojno pravo in mednarodno kazensko pravo, ki z ustanovitvijo Mednarodnega kazenskega sodišča vse bolj pridobiva na teži, deloma tudi pomorsko pravo ter končno mednarodno zasebno pravo.

Druga pomembnejša delitev je na materialno in postopkovno pravo.
- materialno pravo določa pravice in obveznosti.
- postopkovno pravo določa postopek uveljavljanja teh pravic in obveznosti.

## Veliki pravni sistemi
V zgodovini se je, kot spodaj, pravo na veliko spreminjalo. Sprva je ščitilo interese vladajočega razreda, in to zelo dolgo. Sčasoma postane enako za vse. Vendar so po svetu izoblikovani različni modeli pravnih sistemov:
- anglosaški pravni sistem (ZDA, Velika Britanija in posnemovalci) - močan poudarek na sodiščih in sodno stvarjenem pravu;
- kontinentalni pravni sistem (ostala Evropa) - nasprotno, močan poudatek na splošni ureditvi s strani zakonodajalca;
- islamsko, kanonsko in druga verska oz. druga doktrinarna prava - prava določene institucije, denimo Cerkve ali vladarja; oblikovana so po doktrini te institucije.
- (primerjalno pravo - primerjava med pravnimi sistemi v različnih državah)

Pravna pravila teh pravnih sistemov so v temelju različno zastavljena. Evtanazijo v Vermontu (ZDA) sicer dopušča zakon, vendar so sodišča tista, ki odločajo o kaznovanju pomočnikov pri smrti iz usmiljenja. Na kontinentu je razen v nekaj državah (Švica, Nizozemska, Belgija) dosledno prepovedana z zakonom; sodišča gor ali dol. Islamsko pravo jo zavrača kot kršitev Alahove volje.

## Mednarodno pravo
Pravna pravila, ki veljajo v več državah, so mednarodno (tudi supranacionalno) pravo. Za Slovenijo je najbolj pomembno pravo Evropskih skupnosti, zlasti EU. 
Poenotenje pravne ureditve na svet (globalizacija) olajša mednarodno poslovanje pravnim subjektom in povečuje mednarodno menjavo. Na drugi strani tri velike svetovne ekonomskopolitične regije - ZDA, Japonska, EU, Rusija - izkoriščajo svojo pravno ureditev, da bi svoji regiji pridobile prednost pred drugima dvema. Mednarodni dogovori v smer res globalne ureditve svetovne trgovine (WTO) so sklenjeni in uresničljivi tudi v praksi.

## Pravniška definicija prava
Pravo je sistem kot celota učinkovitih pravnih pravil in pravnih načel, ki urejajo zunanja vedenja in ravnanje posameznikov in njihovih združenj v življenjsko pomembnih družbenih razmerjih.
Ena od klasičnih definicij prava prihaja iz starega Rima, ki pravi da je pravo umetnost dobrega in pravičnega (ius est ars aequi et boni).
Narava in funkcija prava se je spreminjala skozi zgodovino. V sodobnih družbah pooblaščeno telo, na primer zakonodajalec ali sodišče, ustvarja pravo. Pravo je podprto z državno monopolizirano fizično prisilo, ki uveljavlja pravo s sredstvi primernih ukrepov ali kazni.
Pravo ima različne namene. Kazensko pravo, na primer, pomaga vzdrževati mirno, urejeno in relativno stabilno družbo. Sodna oblast skrbi za mirno in civilizirano reševanje sporov. Stvarno in obligacijsko pravo omogočata poslovanje in gospodarsko aktivnost. Javno pravo v prvi vrsti omejuje moč države proti posamezniku in mu s tem zagotavlja določen nivo svobode.